# Volkswagen Derby
La Volkswagen Derby è un'autovettura utilitaria di segmento B della casa automobilistica tedesca Volkswagen prodotta dal 1977 al 1985.

## Il contesto

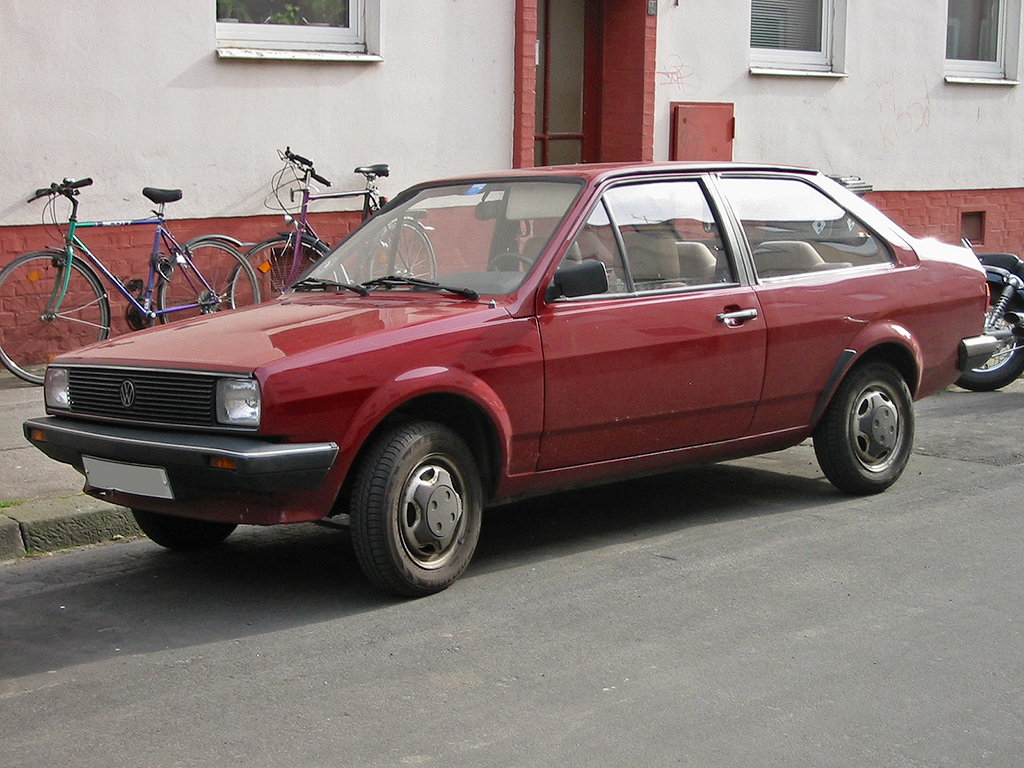
Derby seconda serie

Presentata come versione a 3 volumi della Volkswagen Polo, la Derby occupava un mercato fondamentale in molti paesi europei, ovvero quello delle segmento B a 3 volumi. Rispetto alla Polo era poco più lunga e leggermente più alta, mentre tutte le altre misure erano identiche.
Le motorizzazioni disponibili per la prima serie erano:
- 895 cm³, 40 CV (29 kW) a 5900 giri/min.
- 1093 cm³, 50 CV (37 kW) a 5600 giri/min.
- 1272 cm³, 60 CV (44 kW) a 5600 giri/min.

Nel 1981 ne venne presentata la seconda serie, con le misure pressoché invariate, restata in vendita sino al 1985.
La motorizzazione di minor cilindrata divenne quella da 1035 cm³ mentre restarono disponibili le due cilindrate più elevate.